# Næringsfriheden i Danmark
Ved næringsfrihed forstås den retslige tilstand, hvor enhver næringsudøvelse er gjort fri. For Næringsfriheden i Danmarks vedkommende lagdes grunden til næringsfrihed i 1800-tallet, da tidligere tiders næringsbegrænsninger blev afviklede. Forud derfor var retten til erhvervsudøvelse begrænset på forskellige måder, dels ved at handel og håndværk med enkelte undtagelser kun var tilladte erhverv i købstæderne, dels ved at muligheden for at nedsætte sig som håndværksmester her var begrænset af håndværksmestrenes lav. 

## Historisk udvikling
Næringsfriheden blev ikke skabt ved en enkelt lov, men derimod ved en række love:
I middelalderen var købstædernes handelsrettigheder fastlagt i særskilte bestemmelser fastlagt for hver stad for sig. Således bestemtes i et kongebrev af 11. december 1547, at der hver lørdag skulle holdes torvedag i Helsingør, og at landbefolkningen skulle føre deres korn og andre varer hertil fra sognene Asminderød, Blovstrød, Freerslev, Herlev, Grønholt, Karlebo, Lillerød, Lynge, Nøddebo, Tikøb og Tjæreby. 
Senere, i Kong Christian Vs "Danske Lov" fra 1683, mildnedes bestemmelserne i lovens 3-13-23 således, "at ingen Haandværksmand maa bo paa Landsbyen undtagen Grovsmede, Tømmermænd, Bødkere, Teglbrændere, Pottemagere som gøre sorte Potter, Hjulmænd, Murermestre, Skindere, Vævere, Skrædere som sy Vadmel og de Skomagere, som sy Bøndersko". Endvidere bestemte lovens 3-13-24: "Ingen, hvo det være kan, maa bruge noget Kjøbmandsskab paa Landet og i Landsbyerne til Forprang... eller sælge nogen Kramvare, Staal, Salt eller fremmed Humle under Varernes Forbrydelse". 
Endelig bestemte lovens 3-13-26, at "Bønderne skulle føre deres Varer til Købstæderne og dem paa offentlige Axeltorve og Markeder falholde og ej dem til Høkere og Forprangere som Landet omløbe, sælge". Disse bestemmelser forblev gældende indtil midten af 1800-tallet, og de indebar i almindelighed i de østdanske områder, at næringsudøvelse på landet kun få steder kunne ske lovligt.
Ved "Forordning angaaende Opkiøb af Landmandens Producter" af 23. april 1845 fastsloges uden videre i § 1, at "Det skal herefter være alle Landboere i de danske Provindser, hvad enten de ere Gaardmænd, Husmænd eller Inderster, tilladt paa Landet at opkiøbe, samt til Kiøbstæderne at indbringe, og der i store og smaa Partier at sælge alle Naturalproducter af Landbrug, Kreaturhold, Havedyrkning og Fiskeri, samt alle Slags Skoveffecter og Tørv. Denne Tilladelse bliver ogsaa anvendelig, uagtet hine Producter have modtaget nogen Bearbeidelse, naar samme ikke ligger udenfor Grændserne af Landbo- og Husfliid; som Følge heraf maa til Exempel Smør, Ost, Giær, Hør, Hamp, saltet og røget Kiød, Flesk eller Fisk, kunne opkiøbes, hvorhos dette ogsaa skal gielde om Kalk, Tag- og Muursteen, samt almindeligt Pottemagerarbeide". Forordningens videre bestemmelser vedrørte forholdsregler for at undgå forordningsmisbrug, men indskrænker i øvrigt ikke bestemmelsen.
I "Lov indeholdende nogle Bestemmelser angaaende Handel med Kornvarer og Brød" af 15. april 1854 fastsloges straks i § 1, at "Handel med uformalede Kornvarer skal i Kjøbstæderne være aldeles fri, saa at det skal staae Enhver, uden Hensyn til Hjemsted, Næringsberettigelse eller Torvetvang frit at indkjøbe, falholde og afhænde alle uformalede Kornvarer, være sig Ax- eller Bælgkorn, i store eller smaa Partier. ..." Vigtigere var imidlertid § 2: "Paa Landet skulle Alle, som der ere bosiddende, have Ret til at indkjøbe, falholde og afhænde saavel formalede som uformalede Kornvarer som Brød, ...". Her åbnedes således muligheder for handel uden for købstæderne, selv om loven også satte visse begrænsninger.
I "Lov om Haandværks- og Fabriksdrift samt Handel og Beværtning m.m." af 29. december 1857 – bedre kendt som Næringsloven – med ikrafttræden 1862, åbnedes for alvor for at udøve både handel og håndværk uden for købstæderne. Den eneste forudsætning for næringsudøvelse på landet var at indehave Næringsbrev (næringsbevis). En begrænsning i næringsudøvelsen på landet bestod dog tillige deri, at der omkring købstæderne blev fastlagt et område (populært kaldet "læbælte"), hvor næringsudøvelse ikke uden videre kunne finde sted. Det hed herom i loven i § 28: "Den Haandværksdrift, som hidtil ikke har kunnet øves paa Landet uden Bevilling, skal ikke tilstedes efter sædvanligt Næringsbeviis i een Miils Afstand fra nærmeste Kjøbstad... Dog undtages Møllebyggere, Muurmestere, Tømmermestere, Hvedebrødsbagere, Snedkere, Glarmestere, Sadelmagere, Skrædere og Skomagere. ..." og videre i § 54: "Groshandel, Kjøbmandshandel og Detailhandel tilstedes ikke efter almindeligt Næringsbeviis i mindre end en 1½ Miils Afstand fra nærmeste Kjøbstad..." Heri lå altså en væsentlig indskrænkning i loven, men i lovens § 98 åbnedes mulighed for, at indenrigsministeriet ved særlige bevillinger "kunne gjøre Undtagelse fra de i nærværende Lov indeholdte Bestemmelser". Denne mulighed skulle ofte blive forsøgt.
Endelig i "Lov om Forandringer i og Tillæg til Lov om Haandværks- og Fabriksdrift med mere af 29de December 1857" af 23. maj 1873 indgik blandt andet bestemmelser om, at der inden for læbælterne skulle være mulighed for at danne lukkede, såkaldte "Forbrugsforeninger" (siden kaldt brugsforeninger) med egne forretninger.
Vedtagelsen af de næringsfrigivende love fra omkring midten af 1800-tallet betød et brud med købstædernes århundredgamle eneret på handel, håndværk og sejlads, og dermed åbnedes vejen for friere næringsudøvelse uden for købstæderne. Indtil da havde købstæderne næsten styret handelen med landets største næringsgruppe, landbrugerne, idet der var forholdsvis få steder, i hvert fald i de tættere befolkede dele af landet, der lå fjernere end de 2 mil, hvorud til købstædernes handelsrettigheder strakte sig, og de 1½ mil, som gjaldt for håndværksudøvelse.
På dette grundlag hvilede næringsfriheden indtil 1920; herefter bortfaldt købstædernes læbælter endeligt.

## Forholdene indtil næringsfriheden
Helt enerådende var købstæderne ej heller inden næringsfrihedens indførelse, idet der også inden 1857 fandtes bymæssige samfund uden for købstædernes række, først og fremmest "flækker", men endvidere nogle steder med udprægede samlinger af bytjenester såsom herredsfoged, birkedommer, tinghus, læge, apotek, postbefordring, kroer, markeder, håndværkere og handlende, især i de vestlige dele af landet, idet Østjylland og øerne allerede var så velbesatte med købstæder, at datidens behov for bytjenester stort set kunne dækkes. Kun hvor helt særlige forhold gjorde sig gældende i Østdanmark, fandtes mindre bydannelser uden for købstædernes række, dette gjaldt slotsbyerne Fredensborg og Hørsholm, fabriksbyerne Lyngby og Frederiksværk. Handelsrettigheder havde desuden en række skudehandelspladser i Nordvestjylland. Endelig fandtes en række ladepladser, i mange tilfælde udhavne for købstæder inde i landet, nogle små skipperbyer i det sydfynske øhav og Vadehavet, og lavest i rangordningen de såkaldte udskibningssteder, der ofte var oprettet af stedlige herregårde (der havde handelsret uanset købstædernes rettigheder). Beliggenheden og arten af disse steder afspejlede det ældre samfundsmønster, der havde været styret af købstadsrettigheder og sejlskibsfart. Dette samfundsmønster var fremtrædende indtil omkring 1880, hvorefter forandringer som følge af den nye tids udviklingstendenser (dampskibsfart, jernbaner, industrialisering) i stigende grad gjorde sig gældende.
Går man fra det overordnede samfundsbillede over til at se på de enkelte delområder af landet, genfinder man de ovennævnte træk. Tager man for eksempel Helsingør-egnen i Frederiksborg Amt, var datidens billede således: Øverst i den stedlige rangorden stod Helsingør, købstad, sundtoldsby, søfartsby og handelsby. Især Øresundstolden havde sat sit præg på købstaden, dens liv og skæbne efter toldens ophævelse i 1857. Den krise, der ramte Helsingør efter 1857, hang ikke blot sammen med ophævelsen af sundtolden men tillige med næringsfrihedens indflydelse. Indtil ophævelsen af næringsstyringsbestemmelserne havde Helsingør i ikke ringe grad levet af handelen med byens opland, bønder og fiskere. Således kom på torvedagene, især lørdag, året rundt bønder fra oplandet med deres vogne fyldt med varer til salg på Helsingør torv:
"Paa torvedagene i 40-erne holdt vognene saa tæt paa det lille torv, der ikke var mere end en fjerdedel af det nuværende, at der idelig klagedes over, at man ikke kunne komme frem mellem dem uden at faa klæderne tilsølede af hestene, der ikke var fraspændt."
Foruden torvedagene afholdtes markeder, først og fremmest et kvægmarked, der fra 1847 afholdtes på Grønnehave. Denne handel fik et opsving efter afskaffelsen af konsumtionen eller accisen i 1850, og det bevirkede yderligere befordrende, at mange familier i Helsingør havde deres faste "bonde", der året rundt forsynede familien med fjerkræ, æg, ost, smør og lignende, når bonden kom til byen. Foruden landbrugets produkter solgtes også fisk i Helsingør. Fiskerkoner fortrinsvis fra Ålsgårde og Snekkersten havde tidligere haft hævd på at stå på fortovet over for Hotel Øresund, men fik i 1833 plads ved Bramstræde. Og som forholdene var i Helsingør, omtrent således kunne man finde dem i enhver større og mindre købstad.